# Манен
Манен (万延) је јапанска ера (ненко) која је настала после Ансеи и пре Бункју ере. Временски је трајала од марта 1860. до фебруара 1861. године и припадала је Едо периоду. Владајући монарх био је цар Комеи. Као повод за промену ере узима се пожар у Едо замку и атентат на Ии Наосукеа.
Нови назив ере је извучен из афоризма: "Са 100.000.000.000 потомака твоје име биће заувек сачувано" (豊千億之子孫、歴万載而永延).

## Важнији догађајиМаненере
- 1860. (Манен 1): У Јокохаму се досељава Орин Фриман, први професионални западни фотограф у Јапану.[3]
- 1860. (Манен 1): Прва јапанска делегација за САД.[4]